# Colignola
Colignola (già Culignola) è una frazione del comune italiano di San Giuliano Terme, nella provincia di Pisa, in Toscana.

## Geografia fisica
La frazione di Colignola è situata nel Valdarno, sulla riva destra del fiume Arno, lungo la strada che collega Pisa con Calci. La frazione forma un unico agglomerato urbano con l'adiacente frazione di Mezzana, tanto che statisticamente sono spesso considerate come una sola frazione (Mezzana-Colignola). L'area urbana di Mezzana-Colignola confina a nord con Asciano Pisano, a est con Ghezzano, ad ovest con la frazione di Gabella del comune di Calci, e a sud, dirimpetto al paese oltre il fiume, con la frazione di Ripoli del comune di Cascina.

## Storia
Colignola nasce in epoca alto-medievale quando i camaldolesi della chiesa di San Michele in Borgo Stretto si stabilirono presso la locale chiesa, inserita nel piviere di Caprona. La località fu oggetto di varie controversie tra i monaci camaldolesi e i pievani di Caprona: nel 1158 l'abate Uberto di San Michele cedette i suoi diritti sulla chiesa a Villano Villani, arcivescovo di Pisa, e nel 1181 papa Lucio III ne confermò ai camaldolesi il patronato. Una lettera scritta a Colignola l'11 giugno 1304 da Antonio Tebalducci della magistratura fiorentina ricorda alcune opere pubbliche da realizzare presso Livorno.
Colignola nel 1845 contava 703 abitanti.

## Monumenti e luoghi d'interesse

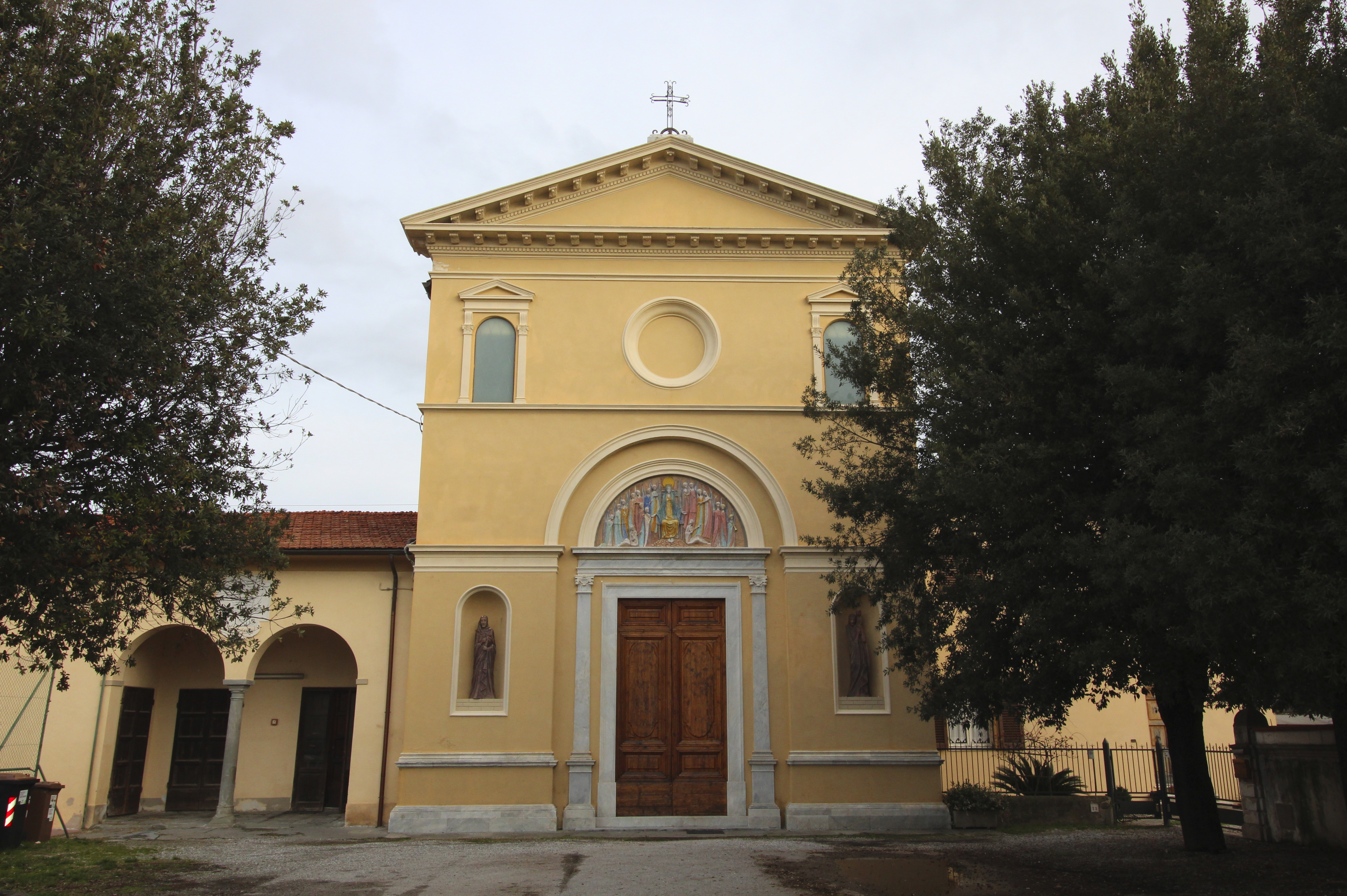
La chiesa dei Santi Jacopo e Cristoforo

- Chiesa dei Santi Jacopo e Cristoforo, chiesa parrocchiale della frazione,[5] è attestata al 994 con il solo titolo di San Cristoforo.[5] La chiesa era alle dipendenze della pieve di Santa Giulia di Caprona e fu unita in parrocchia alla chiesa di Santa Maria di Mezzana nel 1571.[5] L'edificio attuale risale alla fine del XVIII secolo ed è stato nuovamente consacrato il 31 maggio 1963 dall'arcivescovo Ugo Camozzo.[5]